# Крива Пустош (геологічна пам'ятка природи)
Крива́ Пу́стош — геологічна пам'ятка природи місцевого значення в Україні. Розташована на території Братського району Миколаївської області, у межах Кривопустоської сільської ради. Площа — 12,9 га.
Статус надано згідно з рішенням Миколаївської обласної ради від 30.12.2010 року, № 14.

## Характеристика
Заповідний об'єкт розташований у долині річки Мертвовод. 10,9 га площі припадає на пасовища, 1,9 — скельні ділянки.
Під охороною знаходяться ділянки різнотравно-злакових степів, байрачних лісів та рослинності гранітних відслонень. На прилеглих схилах з неглибоким заляганням кристалічних порід переважають угруповання костриці валіської, ковили волосистої та карагани кущової.
Серед видів рослин, занесених до Червоної книги України, у межах урочища трапляються: гвоздика бузька, горицвіт весняний, ковила волосиста, сон чорніючий, тюльпан бузький, шафран сітчастий.